# Талия (харита)

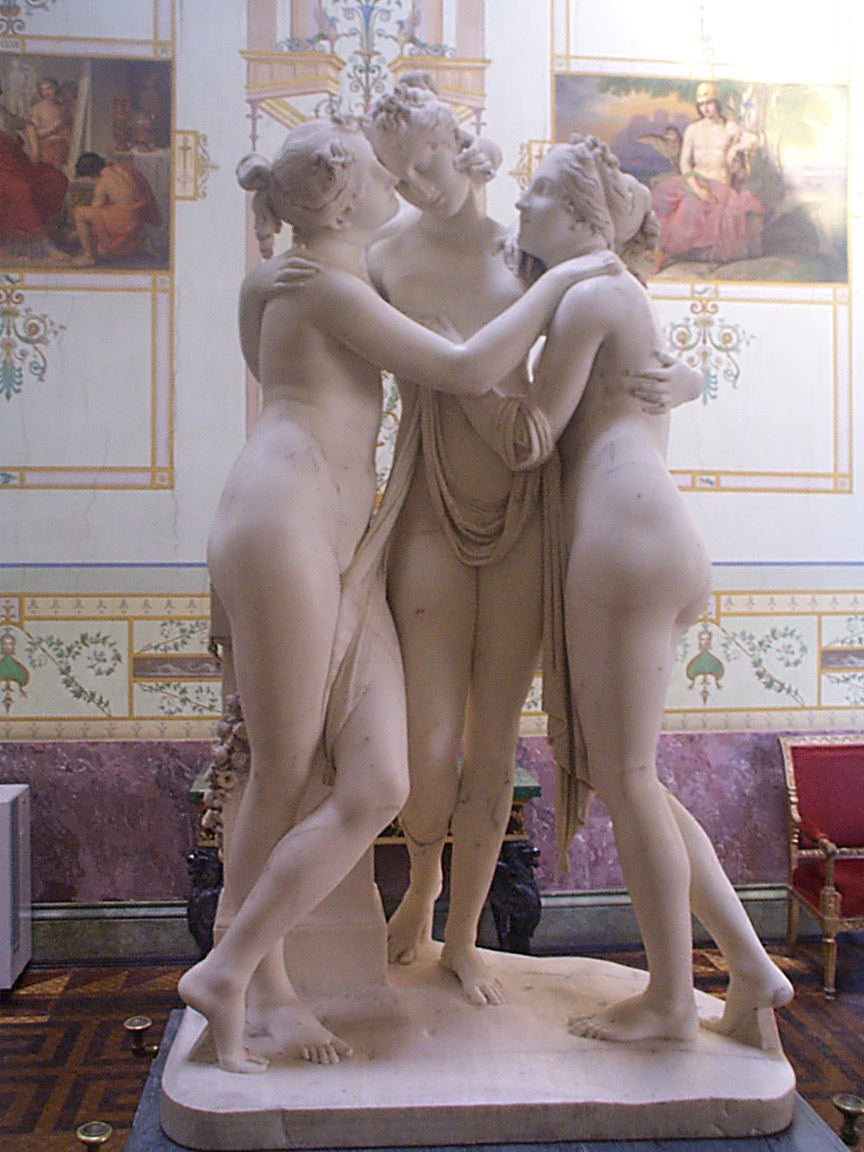
Хариты (скульптура «Три грации», Эрмитаж, Санкт-Петербург)

Та́лия (греч. Θάλεια, лат. Thaleia, обильная, богатая, цветущая) — персонаж древнегреческой мифологии. Богиня изобилия, покровительница цветущей растительности и, как и её сёстры хариты, воплощение женской благодати и красоты.

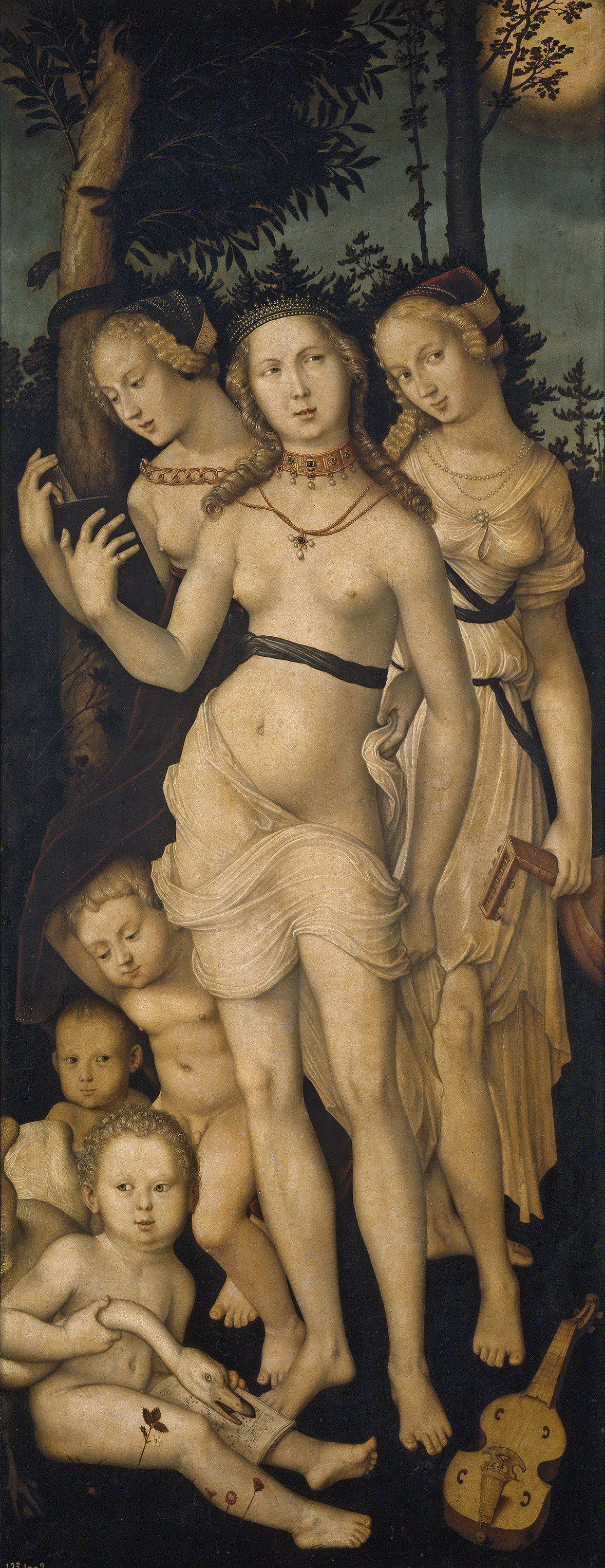
«Три грации» кисти Х. Бальдунга, 1541 −1544 гг.

Та́лия — харита, дочь Зевса (или Океана) и Евриномы. Сёстры хариты — Аглая и Евфросина. Древнегреческий поэт Пиндар утверждал, что хариты были созданы, чтобы заполнить мир приятными моментами и доброй волей. Согласно Гомеру, — «прислужницы Афродиты» и её спутника Эроса, любили танцевать в кругу под божественную музыку Аполлона вместе с нимфами и музами. Талию обычно изображают со своими сёстрами.
Тождество имен харит и муз объясняется тем, что хариты, как богини изящества, прелести и красоты, были подательницами вдохновения и близко стояли к искусству; оттого они были в тесных отношениях с музами, с которыми вместе жили на Олимпе.
Упоминается в трудах Гесиода («Теогония», VIII—VII вв. до н. э.), Псевдо-Аполлодора («Библиотека», I или II век), Павсания (II век) и др.
В честь Талии назван астероид (23) Талия, открытый в 1852 году.